# Изотов, Владимир Иванович
Влади́мир Ива́нович Изо́тов (24 апреля 1903, Нижнедевицк — 31 мая 1966, Москва) — советский военный лётчик и военачальник, участник Гражданской войны, боёв на Халхин-Голе, Великой Отечественной войны, командир 1-го авиационного корпуса дальней бомбардировочной авиации во время Великой Отечественной войны, генерал-лейтенант авиации.

## Биография
Родился 24 апреля 1903 года в селе Нижнедевицк (ныне районный центр Воронежской области). Русский. В РККА с ноября 1919 года. Член ВКП(б) с 1924 года.

### Образование
- Курсы Красных командиров в г. Воронеж (1920)[1]
- Военная школа, г. Иваново-Вознесенск (1925)[1][2]
- Военная академия РККА им. М. В. Фрунзе (1930)
- КУНС при Военно-воздушной академии РККА им. профессора Н. Е. Жуковского (1930)
- 1-я Военная школа лётчиков имени А. Ф. Мясникова (пгт Кача) (1932)
- Высшая военная академия Генерального штаба РККА (1937)

### До войны
Участвовал в Гражданской войне с ноября 1919 красноармейцем Нижне-Двинского уездного военкомата, затем командиром взвода и командиром роты. Воевал на Восточном фронте. С апреля 1921 служил в частях особого назначения, с декабря 1922 помощник командира дивизиона, с февраля 1923 — командира отдельного батальона; участник карательных операций. С октября 1923 — командир роты, начальник полковой школы младших командиров. Осенью 1927 года проходил обучение в Военной академии РККА им. М. В. Фрунзе, с весны 1930 — на курсах усовершенствования начсостава (КУНС) при Военно-воздушной академии РККА. В сентябре 1930, по окончании обучения, направлен начальником штаба 46-й отдельной авиационной эскадрильи. С октября 1931 по май 1932 командир и комиссар 32-й эскадрильи, В течение года (с мая 1932 по март 1933) обучался в 1-й военной школе летчиков, по окончании которой вернулся в свою эскадрилью. С января 1934 года по октябрь 1936 — командир 454-й авиационной бригады.
Осенью 1936 года поступил в Академию Генерального штаба, по окончании которой в сентябре 1937 назначен на должность командующего ВВС Забайкальского военного округа. Принимал участие в Боях на Халхин-Голе. В декабре 1939 года переведен в Орловский военный округ на должность командующего ВВС. Через год, в июле 1940, назначен начальником КУНС при вновь сформированной Военной академии командного и штурманского состава ВВС Красной Армии. 11 января 1941 года назначен командиром 1-го авиационного корпуса дальней бомбардировочной авиации Московского военного округа.

### Участие в Великой Отечественной войне
С начала Великой Отечественной войны 1-й авиакорпус ДБА выполнял задачи по проведению разведки, уничтожению живой силы и техники противника, наступавшего в направлениях Минск, Борисов, Невель, Великие Луки. В августе 1941 года понёсший большие потери корпус был расформирован, а генерал-майор авиации Изотов назначен командующим ВВС Забайкальского военного округа. В ноябре 1942 года назначен заместителем командующего 2-й Воздушной армией. В апреле 1943 года, занимая должность заместителя командующего 5-й Воздушной армии, возглавлял авиационную Геленджикскую группу. в составе 2-х авиационных дивизий и 4-х авиационных полков ВВС Черноморского флота, обеспечивая операцию, проводимую частями 18-й Десантной армии в районе Мысхако. За период с 17 апреля 1943 года по 27 апреля 1943 года частями группы сбито 42 и уничтожено на аэродромах 20 самолетов противника. Части группы за указанный период выполнили 920 самолето-вылетов, имея ограниченный ресурс боеготовых самолетов (24 — 28 самолетов).
С 6 июня 1944 начальник штаба 8-й Воздушной армии.

### После войны
- после войны в той же должности
- в ноябре 1945 назначен командующим ВВС Туркестанского военного округа
- в 1946 — командующий 73-й воздушной армией
- с сентября 1947 — в распоряжении главкома ВВС
- с марта 1948 — помощник командующего по строевой части 1-й воздушной армии (26-я воздушная армия с 10.01.1949)
- с октября 1950 — командующий ВВС Белорусского военного округа
- с февраля 1952 — командующий 22-й воздушной армией
- в конце мая 1954 снят с должности, назначен помощником командующего 48-й воздушной армией
- с марта 1955 — командующий оперативной группой в Арктике
- с февраля 1958 — 1-й заместитель командующего военно-транспортной авиацией ВВС
- с февраля 1959 — старший преподаватель кафедры истории войн и военного искусства Военной академии Генштаба ВС СССР
- с ноября 1965 — в отставке.

Проживал в городе Москве, умер там же 31 мая 1966 года.

### Воинские звания
- комбриг — 22 февраля 1938 года
- комдив — 9 февраля 1939 года
- Генерал-майор авиации — 4 июня 1940 года
- Генерал-лейтенант авиации — 1 марта 1946 года

## Награды
- орден Ленина (1950 г.)
- орден Ленина (21.02.1945 г.)
- орден Красного Знамени
- орден Красного Знамени[3] (17.06.1943 г.)
- орден Красного Знамени[4] (04.02.1943 г.)
- орден Красного Знамени (03.11.1944 г.)
- орден Кутузова 1 степени[5] (21.05.1945 г.)
- орден Суворова 2 степени[6] (27.08.1943 г.)
- Медаль «За оборону Сталинграда» (1942 г.)
- Медаль 20 лет РККА (1938 г.)
- медали